# Lamberto di Hersfeld
Lamberto di Hersfeld, talvolta chiamato Lamperto di Hersfeld (Franconia, 1025 – Bad Hersfeld, 1085), fu un cronista medievale. Il suo lavoro, assieme a quello del coevo Bruno il Sassone, rappresenta una fonte importante per la storia del Regno dei Franchi Orientali di Enrico IV e per la fase iniziale della lotta per le investiture dell'XI secolo.

## Biografia

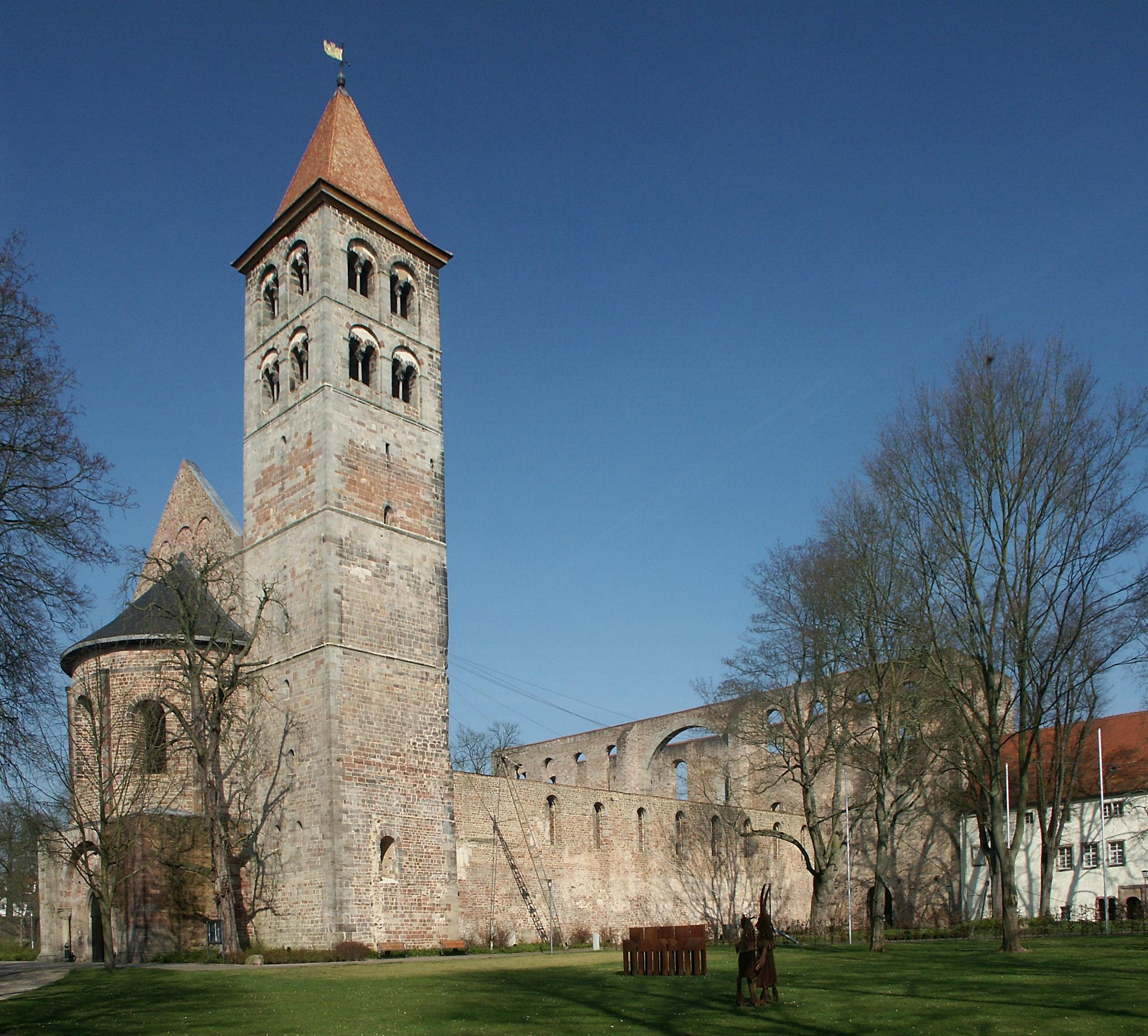
Chiesa del monastero di Hersfeld

Quel poco che si conosce della sua vita è rivelato in dettagli sparsi nei suoi scritti storici. Probabilmente Lamberto era un francone di buona famiglia, il quale si preparò per una carriera ecclesiastica presso la scuola cattedrale di Bamberga, dove ricevette lezioni da Annone di Steusslingen, successivamente arcivescovo di Colonia. Il 15 marzo 1058 Lamberto entrò nell'abbazia benedettina di Hersfeld come monaco. Il 16 settembre fu ordinato sacerdote ad Aschaffenburg e quindi talvolta chiamato Lamperto di Aschaffenburg. 
Dopo la sua elevazione al sacerdozio, fece un pellegrinaggio a Gerusalemme prima del grande pellegrinaggio tedesco del 1064-1065. Tornato a Hersfeld nell'ottobre del 1059, Lamberto lavorò nella biblioteca del monastero e insegnò nella sua scuola. Nel 1071 visitò le abbazie benedettine di Siegburg e Saalfeld per studiare la riforma cluniacense, promossa dal suo vecchio mentore, l'arcivescovo Annone II di Colonia. Tuttavia Lamberto decise di aderire alle tradizionali regole benedettine e rimase chiuso davanti alle riforme monastiche. 
Lamberto fu un convinto oppositore del re tedesco Enrico IV. Nel 1077 durante il crescente conflitto con papa Gregorio VII, si trasferì da Hersfeld al monastero canonico di Hasungen su invito del nemico di Enrico, l'arcivescovo Sigfrido I di Magonza. Trasformò Hasungen in un'abbazia benedettina, facendola insediare da monaci che provenivano dall'abbazia di Hirsau; alcune prove circostanziali suggeriscono che dal 1081 Lamberto ne fu anche il primo abate. 
Probabilmente morì poco dopo la fondazione del monastero, non più tardi del 1085.

## Opere storiche
Lamberto è famoso soprattutto come autore di una lunga cronaca storica nota come Annales, pubblicata per la prima volta nel 1525 da Kaspar Currer a Tubinga. Furono editi nella Monumenta Germaniae Historica, insieme ad altre opere conosciute di Lamberto, da Oswald Holder-Egger (MGH Scriptores rerum Germanicarum in usu scholarum, vol. 38) nel 1894. Holder-Egger, nella sua edizione dell'opera di Lamberto, dimostrò anche che Lamberto fu il probabile autore di almeno altre due opere significative:Vita Lulli archiepiscopi Mogontiacensis, un'agiografia del fondatore dell'abbazia di Hersfeld, san Lullo, arcivescovo di Magonza (710-786 ca.) e una storia più breve di carattere polemico del monastero di Hersfeld (Libellus de institutione Herveldensis ecclesiae), opera che sopravvisse solo frammentariamente in brani di scrittori tedeschi medievali successivi. La storia dei tedeschi di Lamberto, De rebus gestis Germanorum, fu stampata nella raccolta di cronache a cura di Johann Pistorius a Francoforte nel 1613. 
Gli Annali iniziano con una storia universale dalla creazione del mondo fino al 1040 circa. Questa parte dell'opera è in gran parte tratta da altre opere annalistiche precedenti, in particolare quelle di Beda il Venerabile ed Isidoro di Siviglia, e da tradizioni tedesche come gli Annali di Quedlinburg e gli annali di Weissenburg. A partire dalla data del 1042 in poi, l'opera assume un taglio nuovo e originale, in quanto Lamberto, avendo ormai scritto la parte "formale" e riassuntiva "standard", poté scrivere del suo tempo. Egli scrive del periodo tra il 1042 e il 1077, quando il duca svevo Rodolfo di Rheinfelden fu incoronato anti-re dai principi dissidenti.
Gli Annales di Lamberto sono tra le fonti più importanti disponibili per il regno di re Enrico IV, per la Lotta per le investiture e per la ribellione sassone del 1073-75. Tra gli eventi significativi scritti in modo dettagliato da Lamberto vi sono il colpo di Stato di Kaiserswerth nel 1062, la celebre umiliazione di Enrico a Canossa dove si sottomise (anche se temporaneamente) al papa Gregorio VII, e la battaglia di Langensalza del 1075 in cui le forze di Enrico sconfissero i sassoni e i turingi ribelli. Lamberto concluse il suo libro con l'elezione dell'anti-re Rodolfo di Svevia nel 1077, all'inizio della grande rivolta sassone,  affermando infine che il suo racconto aveva raggiunto una conclusione appropriata e che un altro scrittore sarebbe stato in grado di riprendere da dove si era interrotto nella cronaca per scrivere di una nuova era per il regno tedesco; in realtà Rodolfo fu ferito a morte nella battaglia sull'Elster contro le forze di Enrico nel 1080. 
Lamberto era molto istruito per i suoi tempi e scrisse in un latino classicizzante, pieno di riferimenti e allusioni agli autori romani, in particolare a Tito Livio, Sallustio e il drammaturgo Terenzio. Come molti degli autori classici che ammirava, Lamberto raffigurava sé stesso come un cinico osservatore dell'élite, scrivendo in modo critico dei melodrammi politici e degli scandali dei suoi giorni e raccontando il modo in cui il potere e l'orgoglio corruppero i governanti e la società rendendoli perversi, elevando l'indegno al compito di punire il buono e il dignitoso.

## Reputazione come storico

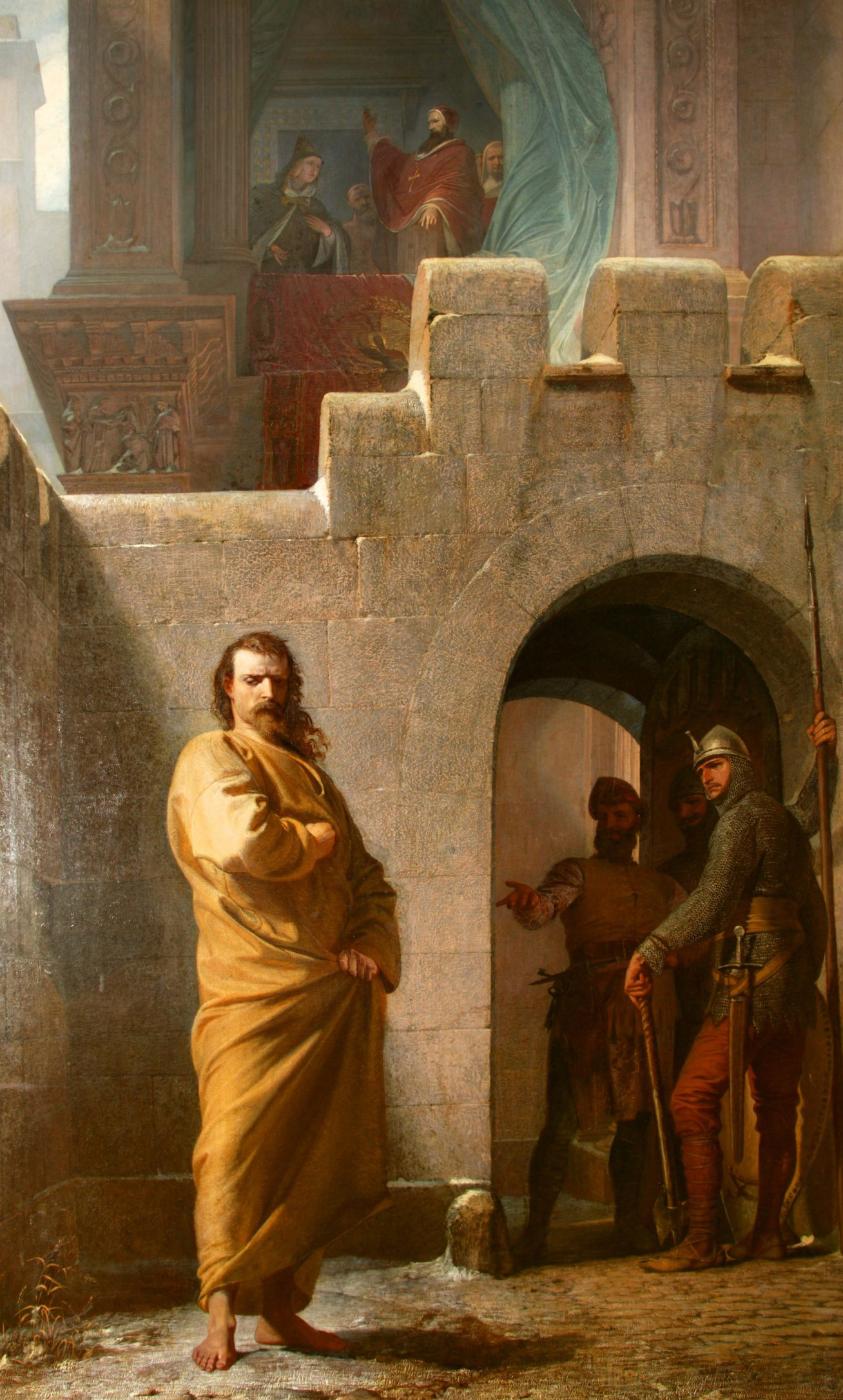
Enrico a Canossa, dipinto del XIX secolo

Nei suoi scritti Lamberto dimostra la sua ostilità verso il "senza Dio" Enrico IV e gli interessi della corona, il che non sorprende date le sue simpatie per l'indipendenza dell'aristocrazia regionale. Esprime un'opinione generalmente favorevole di papa Gregorio VII e del movimento di riforma ecclesiastica, ma manifesta anche scetticismo verso alcune riforme monastiche contemporanee in Germania. È anche piuttosto severo nei confronti di figure come l'arcivescovo Sigfrido I di Magonza, che ha violò i diritti e le prerogative tradizionali di Hersfeld e di altri monasteri. 
Le valutazioni di Lamberto, in particolare riguardo all'episodio di Canossa, dominarono la storiografia tedesca dell'XI secolo fino ai tempi del Kulturkampf nel diciannovesimo secolo. Tuttavia gli storici tedeschi, usando i metodi positivistici nella critica comparativa delle fonti, definirono Lamberto come uno scrittore-partigiano fortemente di parte e di cui non ci si poteva fidare per un resoconto oggettivo del regno di Enrico IV. Lo stesso Oswald Holder-Egger definì Lamberto in certe parti dei suoi scritti come un vero e proprio scrittore di fiabe. Gli studiosi dell'epoca ritenevano che l'oggettività critica fosse il valore più alto in una fonte storica e Lamberto, insieme a molti altri scrittori medievali, non riuscì a soddisfare questo standard. Se riconoscevano a Lamberto di essere una buona fonte per dettagli importanti di eventi o date, la sua visione della storia e le sue opinioni su alcune tematiche non potevano essere accettate. 
Oggi invece gli storici cercano di avvicinarsi alla storiografia medievale alla sua visione e al suo contesto piuttosto che imporre agli autori medievali standard moderni di obiettività. Gli studiosi moderni riconoscono quindi Lamberto come una voce importante che rappresenta le opinioni conservatrici dell'aristocrazia regionale e del monachesimo d'élite in un periodo turbolento nella storia del regno.